# The Choirboys
The Choirboys is een Britse boyband die bestaat uit drie jonge kathedraalkoorzangers. De muziek wordt gekenmerkt door het typische (hoge) sopraangeluid van kinderen in de Britse kathedraalkoren. Door de stemverandering die voor jongens in de puberteit gebruikelijk is, kunnen de bandleden maar beperkte tijd deel uitmaken van The Choirboys. De eerste groep ontstond in de zomer van 2005, nadat drie jongens geselecteerd waren uit kathedraalkoren uit het hele Verenigd Koninkrijk. De groep kreeg een platencontract van Universal Classics and Jazz en bracht in november van hetzelfde jaar een eerste cd uit, met de titel The Choirboys. Van dat album werden alleen al in de eerste week 100.000 exemplaren verkocht en het was daarmee het best verkopende klassieke debuutalbum ooit in het Verenigd Koninkrijk. Het gouden album werd aan de groep uitgereikt in een aflevering van het BBC kinderprogramma Blue Peter. Inmiddels is het album meer dan 750.000 keer verkocht en daarom met Platina onderscheiden. 

## Bandleden
De eerste groep bestond uit Charles John "CJ" Porter-Thaw uit Sheffield, Patrick Aspbury uit Chelmsford, en Ben Inman, uit Yorkshire.  Porter-Thaw en Aspbury zongen tot dan toe beiden in het koor van de Kathedraal van Ely. Inman maakte deel uit van het koor van Southwell Minster. In december 2007 kwam het tweede album uit, The Carols Album. De bandleden waren daarvoor reeds vervangen: de huidige Choirboys zijn Andrew Swait, William Dutton en Bill Goss.  
Tot de singles die door The Choirboys zijn uitgebracht, horen versies van het Ave Maria en van Tears in Heaven van Eric Clapton.